# Scopula unilineata
Scopula unilineata är en fjärilsart som beskrevs av W. Warren 1896. Scopula unilineata ingår i släktet Scopula och familjen mätare. Inga underarter finns listade.